# Chloranthus holostegius
Chloranthus holostegius är en tvåhjärtbladig växtart som först beskrevs av Hand.-mazz., och fick sitt nu gällande namn av Sheng Seng Ji Pei och Shan. Chloranthus holostegius ingår i släktet Chloranthus och familjen Chloranthaceae.

## Underarter
Arten delas in i följande underarter:
- C. h. shimianensis
- C. h. trichoneurus

## Bildgalleri

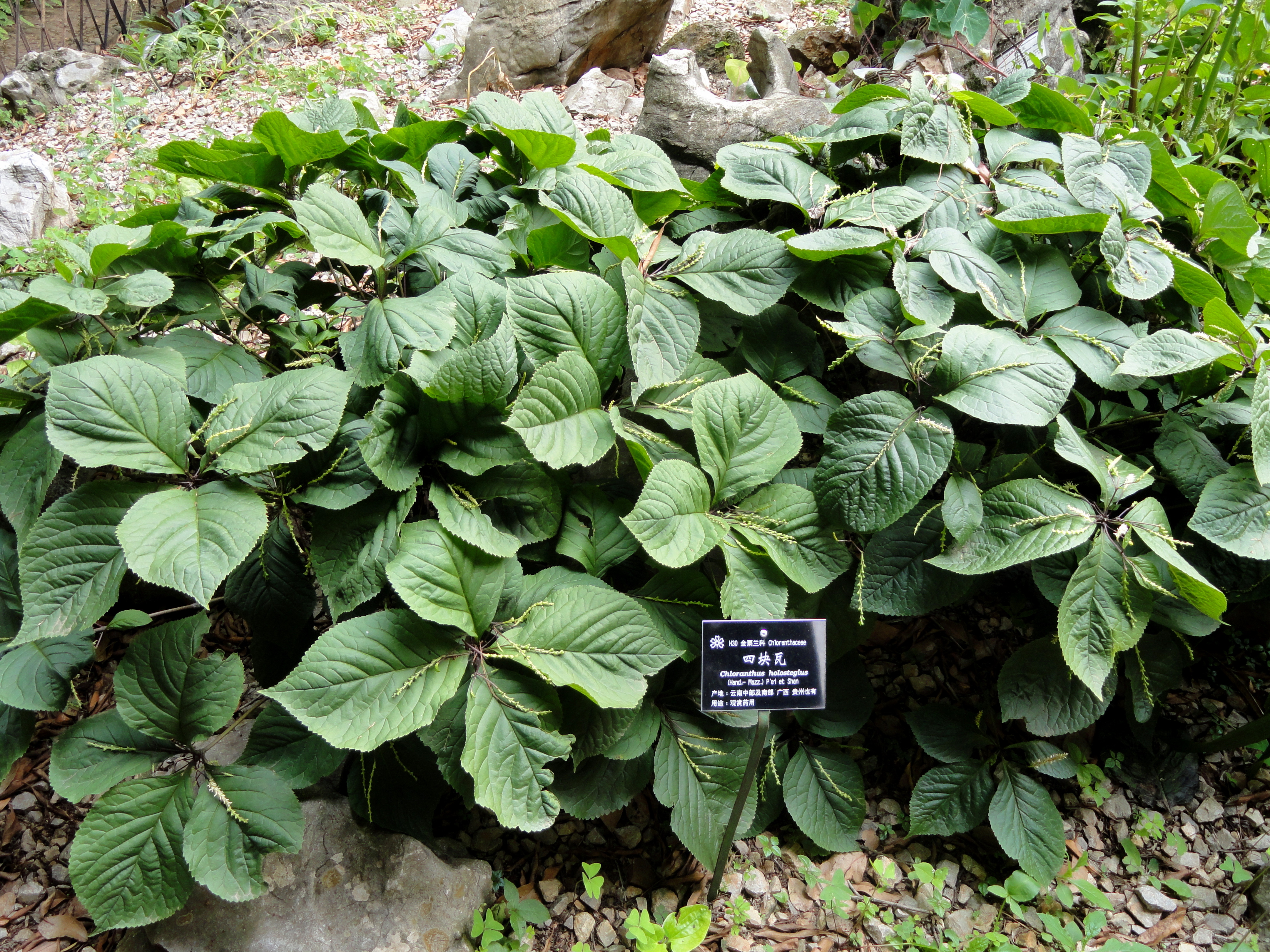